# 蘇希比喬克河
蘇希比喬克河（烏克蘭語：Сухий Бичок），是烏克蘭的河流，位於該國東部，流經第聶伯羅彼得羅夫斯克州，屬於第聶伯河的支流，發源自佐里亞涅附近，河道全長28公里，流域面積274平方公里。